# کاترینا اسونسن
 کاترینا اسونسن (انگلیسی: Catharina Svensson؛ زادهٔ ۲۴ ژوئیهٔ ۱۹۸۲) مانکن و ملکه زیبایی اهل دانمارک است. او به نمایندگی از دانمارک برنده اولین دوره دوشیزه زمین در سال ۲۰۰۱ شد.